# Lancaster 1346-os hadjárata
Lancaster hercegének 1346-os franciaországi hadjárata a százéves háború egyik tipikus fosztogató akciója (a franciából átvett kifejezéssel chevauchée) volt, amelyet az egyesült angol-gascogne-i sereg hajtott végre.

## Előzmények

III. Eduárd 1346-os hadjárata

III. Eduárd angol király és serege 1346. július 13-án Normandiában, La Hogue-nál partra szállt. Az uralkodó fosztogató akciókat indított a gazdag városok ellen, amelyek közül soknak még városfala sem volt. A katonák minden mozdíthatót elraboltak, az embereket megölték, amit maguk mögött hagytak, azt felégették. Kifosztották és felgyújtották Cherbourg-t, Barfleurt és Montebourg-t. Július 26-án elfoglalták Caent, és három nap alatt háromezer lakost gyilkoltak meg. A zsákmányt és az értékes foglyokat Angliába küldték.
Eduárd ezután Párizs felé indult, majd Poissynál állt meg, látótávolságban a fővárostól. Eduárd nem akarta megtámadni a várost, hiszen fő céljai teljesültek, kiszorította a franciákat Aquitániából és Bretagne-ból. Az angolok észak felé vonultak vissza, szokásuknak megfelelően mindent elpusztítva. VI. Fülöp sürgetésére, fia, a későbbi II. János francia király felhagyta az ország délnyugati felén fekvő Aiguillon ostromát, és apja segítségére vonult észak felé.
A fáradt angol sereg Crécy-en-Ponthieu közelében letáborozott, és bevárta VI. Fülöp francia király őket üldöző jóval nagyobb seregét. Az angolok 1346. augusztus 26-án a crécyi csatában döntő vereséget mértek a franciákra, majd Calais-hoz vonultak, és szeptember 4-én megkezdték a város kiéheztetését. A franciák szinte minden fegyverforgató férfit a Calais környéki vidékre és a flamand határra vezényeltek, de így sem tudták megállítani Warwick grófját és a hozzá csatlakozó flamandokat Thérouanne elfoglalásában szeptember 19-én. Ezután az angolok és szövetségeseik Boulogne-tól az Aa-folyóig feldúlták Artois-i grófságot. Az angolok egy hónap alatt mindent felégettek és elpusztítottak, amit tudtak.
A francia király tehetetlen volt, a kincstár kiürült. A pénz és felszerelés nélkül érkező katonai sorozókat düh fogadta az északi városokban. A gazdagabb templomok, kolostorok felajánlották kincseiket a hadsereg felállításához, az erődítmények felújításához. A besorozott katonák közül sokan dezertáltak, mert nem kaptak zsoldot. János és serege távozása lehetőséget kínált a déli erődítményekbe beszorított angoloknak arra, hogy fosztogató hadjáratot indítsanak.

## A hadjárat

Lancaster hadjárata

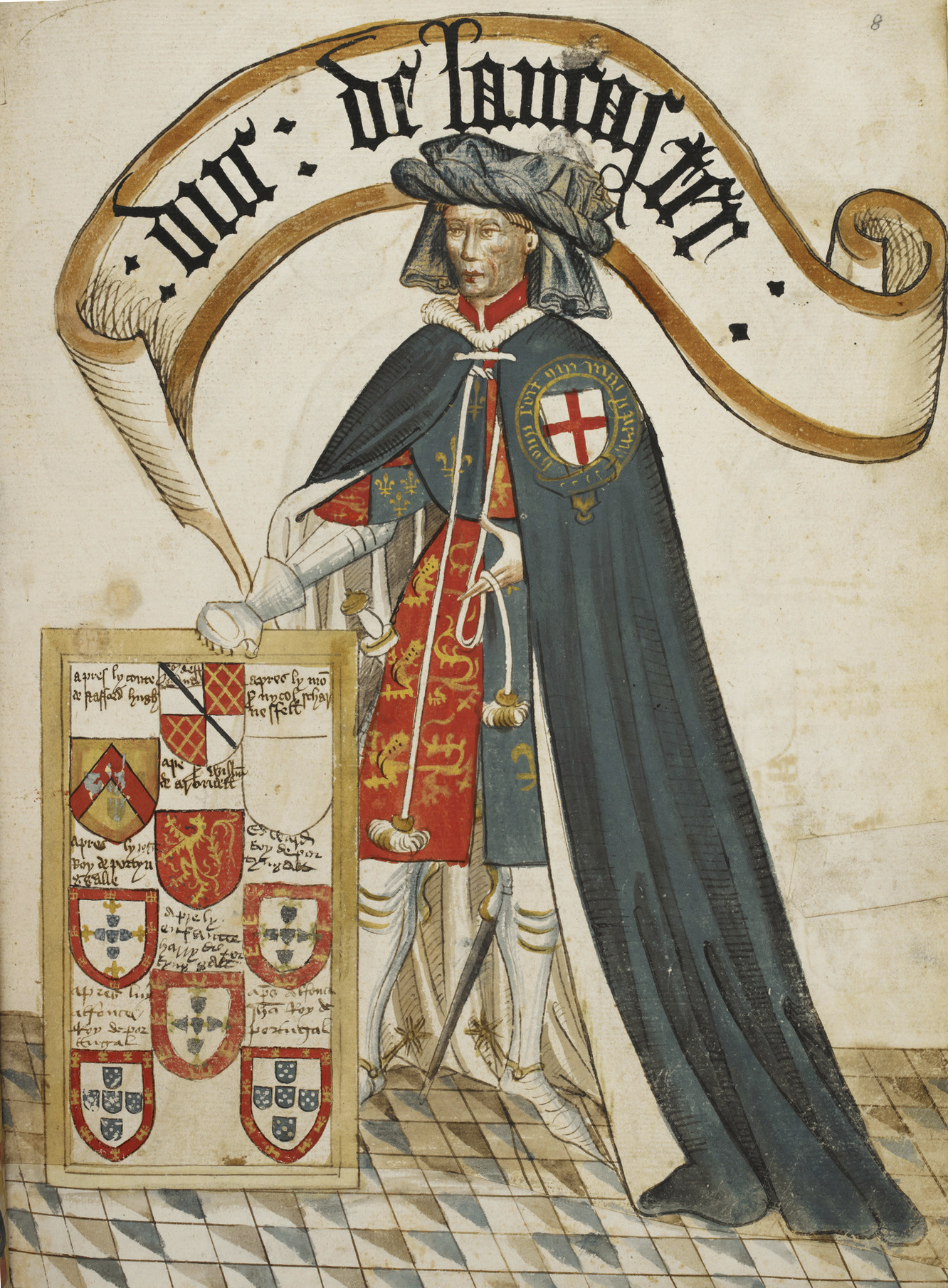
Henrik lancasteri herceg a Térdszalagrend lovagja

János, normandiai herceg távozása Aiguillonból katasztrofális hatással volt a francia pozíciókra Périgord-ban és Agenais jelentős részén. Megtartották néhány erősségüket a Garonne völgyében, de az angolok uralták a Lot völgyét. A területen maradt kis létszámú francia csapatok parancsnoka János, Armagnac grófja lett. Mivel a katonák és pénz gyűjtésére tett kísérleteit többször ellehetetlenítették az uralkodó utasításai, három hónappal kinevezése után már lemondásával fenyegetőzött.
1346. szeptember 4-én az angol és gascogne-i hadsereg parancsnokai La Réole várában beszélték meg a haditervet. Mivel tudták, hogy nem számíthatnak komoly, szervezett ellenállásra, a sereget három részre osztották. A Főesperes néven ismert Gaillard de Durfort kapta feladatul Agenais grófság védelmét és az attól keletre eső területek fosztogatását. A gascogne-i katonák többsége a két albreti herceg, Bérard és Bernard-Aiz parancsnoksága alatt a Garonne-tól délre fekvő területekre indult, míg Henrik lancasteri herceg egy hosszú északi irányú hadjáratot tűzött ki célul.
Lancaster 1346. szeptember 12-én indult ezer páncélos lovaggal és számos lóra ültetett gyalogossal La Réole-ból. A páncélosok fele, a gyalogosok többsége gascogne-i volt. A morál magas volt, a gascogne-iak még azt is vállalták a zsákmány reményében, hogy az első hónapban ingyen szolgálnak. A herceg célja az volt, hogy mélyen behatol az északi területekre, elvágja az utánpótlási útvonalakat, és addig rombolja a védők morálját, amíg azok nagyobb erőfeszítések nélkül is megadják magukat. Fő célpontja Poitiers, a gazdag közép-franciaországi város volt.
A sereg nyolc napon át masírozott észak felé a Charente-folyóig. Szeptember 20-án megérkeztek Châteauneufhöz, mindössze 15 kilométerre Angoulême-hez. Helyreállították a hidat, amelyet a helyiek leromboltak, és a herceg tett egy kitérőt Saint-Jean-d’Angélybe, hogy angol foglyokat szabadítson ki. Szeptember 22-én a városka az első rohamra elesett. A katonák kifosztották a települést, majd szeptember 30-án, helyőrséget hátrahagyva tovább meneteltek. Október 2-án vagy 3-án ellenállás nélkül bevették Lusignant.
Poitiers tömve volt menekültekkel, templomai roskadoztak a saját és a környékbeli kolostorok kincseitől. A város jó elhelyezkedése ellenére könnyen elfoglalható volt, ugyanis falai öregek voltak, és helyenként csak földsáncok védték. Az angolok október 3-án érkeztek, és azonnal rohamot indítottak, amely a gyenge védelem ellenére elbukott. Másnap azonban a védelem egy másik pontján, a város keleti részén az angolok betörtek a fal mögé, és rettenetes mészárlást rendeztek. Aki tudott, elmenekült, a támadók pedig az egész várost kifosztották. Az angolok egy olyan szakaszon hatoltak be a városba, amelynek fallal való védelméről évek óta tartott a jogi vita a polgárok és az elöljáróság között. A vérfürdőnek nagyjából 600 áldozata volt.
Poitiers környéke hasonlóan védtelen volt, mint a város. Szeptemberben VI. Fülöp kapkodva utasítást küldött a helyi elöljáróknak három város – Niort, Saint-Maixent és Fontenay-le-Comte – falainak megerősítésére, hogy azok befogadhassák a menekülteket. A parancs legfeljebb az angolokkal együtt érkezhetett meg. A kegyetlenkedések hírére sok település küldötte még azelőtt felkereste az angolokat a város kulcsaival, hogy azok a falak elé érkeztek volna.
A herceg október 12. környékén hagyta el Poitierst, és Saintoge-on keresztül Bordeaux felé indult. A sereg kicsi, szervezetlen ellenállással találkozott, gyújtogatott, gyilkolt és fosztogatott. Keményen ellenálltak a Montreuil-Bonnin közelében található királyi pénzverde munkásai. Niort és Saint-Maixent védőinek sikerült visszaverniük az angol rohamokat. Lancaster nem próbálta meg elfoglalni Poitou megyét, csak feldúlta, helyőrséget Lusignanban hagyott egyedül, amelyet könnyen megtarthatónak ítélt. A garnizon parancsnokának Bertrand de Montferrand-t és két fivérét nevezte ki.
Ezek a helyőrségek kicsik voltak ahhoz, hogy uralják a környező területet, miután a hadsereg elvonult. Fenntartásuk fő célja az volt, hogy rettegésben tartsák a környéküket, fosztogassák a lakosokat és francia csapatokat kössenek le.
Október második felében az angolok elérték a tengert, és olyan városokat csatoltak az általuk ellenőrzött területekhez, mint Rochefort és Oléron szigete. Miután a herceg november elején visszatért Bordeaux-ba, az újonnan megszerzett terület a helyi angol kormányzat hatáskörébe került, amely megkezdte a sebezhető erődítmények, fallal védett majorságok felújítását, és katonákkal történő ellátását. Ezeket a kicsi helyőrségeket általában az angolokkal együttműködő helyi nemesek vezetésére bízták.
A franciák az angol előrenyomulás ellenére is megőrizték számos erődítményüket a Bordeaux-ból Párizsba vezető út mentén, köztük Saintes-t és Taillebourgot. Sok várat megtartottak a Gironde mentén is, például Blaye-t és Royant. A hadjárat után folyamatos háborúskodás alakult ki a szomszédos angol és francia erősségek között. A harcok miatt a vidék elnéptelenedett, a kereskedelem visszaesett. A katonák fosztogattak, a tehetőseket elrabolták, hogy váltságdíjat kérjenek értük. Mivel a franciák nem tudtak szervezett sereget küldeni a régióba, martalóccsapatokat béreltek fel a területek visszahódítására. Oléront például Royan ura foglalta vissza magánvállalkozásban. Ezek a magánhadseregek később nagyobb pusztítást vittek végbe, mint az angolok.